# Globos de Ouro de 2002
A 7.ª edição dos Globos de Ouro ocorreu a 5 de maio de 2002 no Coliseu dos Recreios, em Lisboa com apresentação de Catarina Furtado e Herman José.

## Cinema
- Melhor Filme: Vou para Casa, de Manoel de Oliveira
- nomeado: A Janela (Maryalva Mix), de Edgar Pêra
- Melhor Atriz: Rita Blanco em Ganhar a Vida, de João Canijo
- nomeada: Lúcia Sigalho em A Janela (Maryalva Mix), de Edgar Pêra
- Melhor Ator: Joaquim de Almeida em O Xangô de Baker Street, de Miguel Faria Jr.
- nomeado: Manuel João Vieira em A Janela (Maryalva Mix), de Edgar Pêra

## Teatro
- Melhor Atriz: Irene Cruz
- Melhor Ator: João Perry
- Melhor Peça: Amadeus, encenado por Carlos Avilez

## Música
- Melhor Intérprete Individual: João Pedro Pais
- Melhor Grupo: Santamaria
- Melhor Canção: "Não Há" - João Pedro Pais

## Televisão
- Melhor Atriz de Ficção e Comédia: Maria Rueff em O Programa da Maria e Herman SIC
- Melhor Ator de Ficção e Comédia: Ruy de Carvalho em Olhos de Água
- Melhor Programa de Ficção e Comédia: Olhos de Água
- Melhor apresentador de Informação: José Alberto Carvalho
- Melhor apresentador de Entretenimento: Herman José
- Melhor Programa de Ficção e Comédia: Cuidado com as Aparências
- Melhor Programa de Entretenimento: Herman SIC
- Melhor Programa de Informação: Jornal da Noite

## Prémio de Mérito e Excelência
- Agustina Bessa Luís